# 代議院 (フィリピン)
代議院（だいぎいん、タガログ語: Kapulungan Mga Kinatawan、英語: House of Representatives）は、フィリピンの国会を構成する議院（下院）。元老院とともに両院制を構成する。

## 議院概説
- 設置年：1987年
- 任期：3年（解散なし）
- 定数：316
- 選挙制度：
  - 253人: 単純小選挙区制
  - 63人: 全国区。厳正拘束名簿式比例代表制

## 最新の総選挙
- 2010年5月10日実施
- 選挙結果[1]: 自由党（LP）119、ラカス・カンピ・CMD45、国民党（NP）22、フィリピン大衆党（PMP）5、PDPラバン2、その他4

### 2007年総選挙
- 選挙結果: チーム・ユニティ〔連立与党〕168（内訳: KAMPI46、フィリピン民主の戦い（LDP）3、民族主義者国民連合（NPC）28、ラカスCMD89、PSDP2）、政党推薦者25（多くはチーム・ユニティ推薦）、真の野党（Genuine Opposition）44（内訳: 野党連合（UNO）5、自由党（LP）23、国民党（NP）9、フィリピン大衆党（PMP）4、PDPラバン3）、その他3

## 参考・外部リンク
- House of Representatives（公式ホームページ。英語）
- IPU（英語）